# Claysville (Alabama)
Pour les articles homonymes, voir Claysville.
Claysville est une communauté non incorporée du comté de Marshall en Alabama, aux États-Unis.

## Historique
La localité est nommée d'après Henry Clay, qui dirige le comté de Marshall de 1936 à 1938. Durant la guerre de Sécession, Claysville devient un lieu stratégique à cause du ferry qui permet la traversée du Tennessee. La Union Army y installe une garnison peu avant la fin de la guerre. Elle accueille le 13th Wisconsin Volunteer Infantry Regiment (en) commandé par le colonel William P. Lyon (en).
Un bureau de poste est ouvert à Claysville de 1831 à 1879.